# Акага
Вижте пояснителната страница за други значения на Акага.
„Акага“ е сред най-популярните български групи, сформирана от студенти от Националната музикална академия, София през 1992 г. Името на групата е предложено от Калин Вельов, според когото Акага е прабългарска жрица, отгледала хан Аспарух.
Групата има издадени 6 албума, като последният („20 години“) излиза в края на 2011 г. Музиката на „Акага“ представлява уникална комбинация между фънк, рок, денс, соул, реге и дори хип-хоп.

## Основаване
Ясен, Краси, Кристиян и Калин са поощрени от Иван Минчев – Батето и Сашо Александров да свирят музика, смесваща джаз, блус, фънк, която някъде наричат фюжън. Началото е в Дома на културата в Металургичния комбинат „Кремиковци“, а използваното име е „Феротон“. Скоро към тях се присъединява Марин Панев, който има 2 неуспешни опита за сформиране на подобна група – „Нирвана“ (1985) и „АСВ“ (1987 – 1988). Втората е прототип на бъдеща група и е истинско откритие на джаз-срещата в Сопот (Полша).
Първите концерти на новата формация са известни под името „Феротон“ през февруари 1992 г. в читалище „Славянска беседа“ и клуб „113+“. Името „Акага“ се чува за първи път на Младежката джаз-сцена през май в Пловдив, а на 17 юни зала №12 на НДК в София е взривена от едно искрящо от енергия шоу. Няколко години групата работи на щат към БНТ.
През 1998 година достига до така мечтания от всички музиканти Джаз-фестивал в Монтрьо (записват няколко участия на открити сцени) и правят записи в Нидерландия.

## История
Когато се появява, „Акага“ е първата малка група извън познатите биг бенд състави, която има брас секция като водеща в музиката ѝ. През първите години от съществуването си групата прави концерти предимно в България, издават 4 албума („Broken dreams“, „Защо“, „Когато виждаш“ и „9“), а популярността им расте.
В периода 1994 – 1998 г. „Акага“ е официална група на Българската национална телевизия. Групата става желан гост на редица престижни фестивали като Montreux Jazz, Apolonia, Bansko Jazz, Klaipeda Jazz, Nishwille Jazz и др. През 2002 г. групата работи в проекта на руската звезда Аврам Русо, с когото изнася над 75 концерта в Русия. Кулминацията на проекта е концерт на стадион „Олимпийски“ през ноември същата година. В този период групата изнася множество концерти със собствената си програма в едни от най-престижните клубове в Москва, сред които и клуб „Zepelin“, където музикантите са приети много горещо от московската публика.
През 2009 г. „Акага“ е в основата на грандиозен спектакъл в Болшой театър с някои от най-известните български изпълнители. Съвместното им изпълнение с „Мистерията на българските гласове“ е бурно аплодирано от публиката.
От 2007 г. до днес групата издава албумите „1992 – 2008“ и „20 години АКАГА“, който излиза специално за юбилея на групата, отбелязан с грандиозен концерт. Освен авторската си музика „Акага“ е и сред малкото групи, които могат да направят оригинални кавър версии на световни хитове, като успяват да запазят собственото си звучене. Момчетата са единствени в България, които произвеждат трибюти на James Brown, CHICAGO, Ray Charles, Blues Brothers. През последните години групата издава множество успешни сингли, както самостоятелно, така и с едни от най-известните български и чужди изпълнители като Дичо, Графа, Спенс, Lexus, Mellow Mac, Buzz D”Angelo, Pedro Lugo Martinez (El Nene) и др.
„Акага“ се представя активно и в телевизионния ефир – през 2008 г. като група на „Великолепната шесторка“ и „Мюзик Айдъл 2“, а през 2009 г. и в „Денсинг старс 2“. Независимо от телевизионните и студийните си проекти, „Акага“ продължава активната си концертна дейност в България и Европа.

## Състав

### Настоящ състав
- Красимир Куртев – бас, вокал
- Иво Казасов – тромпет, вокал
- Георги Велев – тромпет, вокал
- Красимир Кирилов (Джоджо) – тромбон, вокал, от 1993 г.
- Петър Главанов – китари
- Калин Петров – клавишни
- Димитър Митев (Дънди) – барабани

### Бивши членове
- Ясен Велчев – клавишни[2], вокал
- Калин Вельов – барабани, перкусия
- Огнян Весков – китара, вокал
- Цветан Недялков – китара
- Марин Панев – вокал, китара, клавишни, алт-саксофон, лидер
- Емил Тасев – барабани[3]от 1994
- Кристиян Александров – ударни до 1993 г.
- Георги Корназов – тромбон до 1993 г.

## Дискография
- „Broken dreams“ – 1992
- „Защо“– 1994, („Унисон“) – 0031-0529-4 (CD албум)
- „Когато виждаш“ – 1996, („Маркос мюзик“)
- „9“ – 2000
- „Акага (1993 – 2008)“ – 2008, („Монте мюзик“)
- „20 години Акага“ – 2011

## Участия във Фестивали
- Montreux Jazz
- Apolonia
- Bansko Jazz
- Klaipeda Jazz
- Nishwille Jazz